# Buuz
Buuz (tiếng Mông Cổ: Бууз; tiếng Buryat: Бууза/ buuza, đọc âm tiếng Việt như là bô-zừ, âm hơi gió xuất phát từ từ "baozi" trong tiếng Trung nghĩa là "bánh bao") là một loại bánh bao hấp trong ẩm thực Mông Cổ, đây là loại bánh truyền thống được chiêu đãi khách trong dịp Tết Nguyên đán của người Mông Cổ (Tsagaan Sar). Các gia đình luôn chuẩn bị lượng lớn bánh dự trữ để tiếp đón khách những ngày Tết. Bánh Buuz của người Mông Cổ có hình dáng gần giống bánh bao hấp.

## Lịch sử
Buuz là phiên bản Mông Cổ của món bánh bao hấp thường thấy ở khắp đất nước họ cũng như khu tự trị người Mông Cổ ở Nội Mông,  Trung Quốc. Chúng được ăn với số lượng lớn quanh năm, nhưng đặc biệt là trong các lễ mừng năm mới của người Mông Cổ, thường rơi vào tháng Hai. Buuz được chuẩn bị trong vài tuần trước đó và để bên ngoài đông lạnh; chúng được dùng với salad và bánh mì chiên, trà sữa Mông Cổ và rượu vodka. Bánh buzz có lẽ xuất hiện sau thời Thành Cát Tư Hãn.

## Chế biến

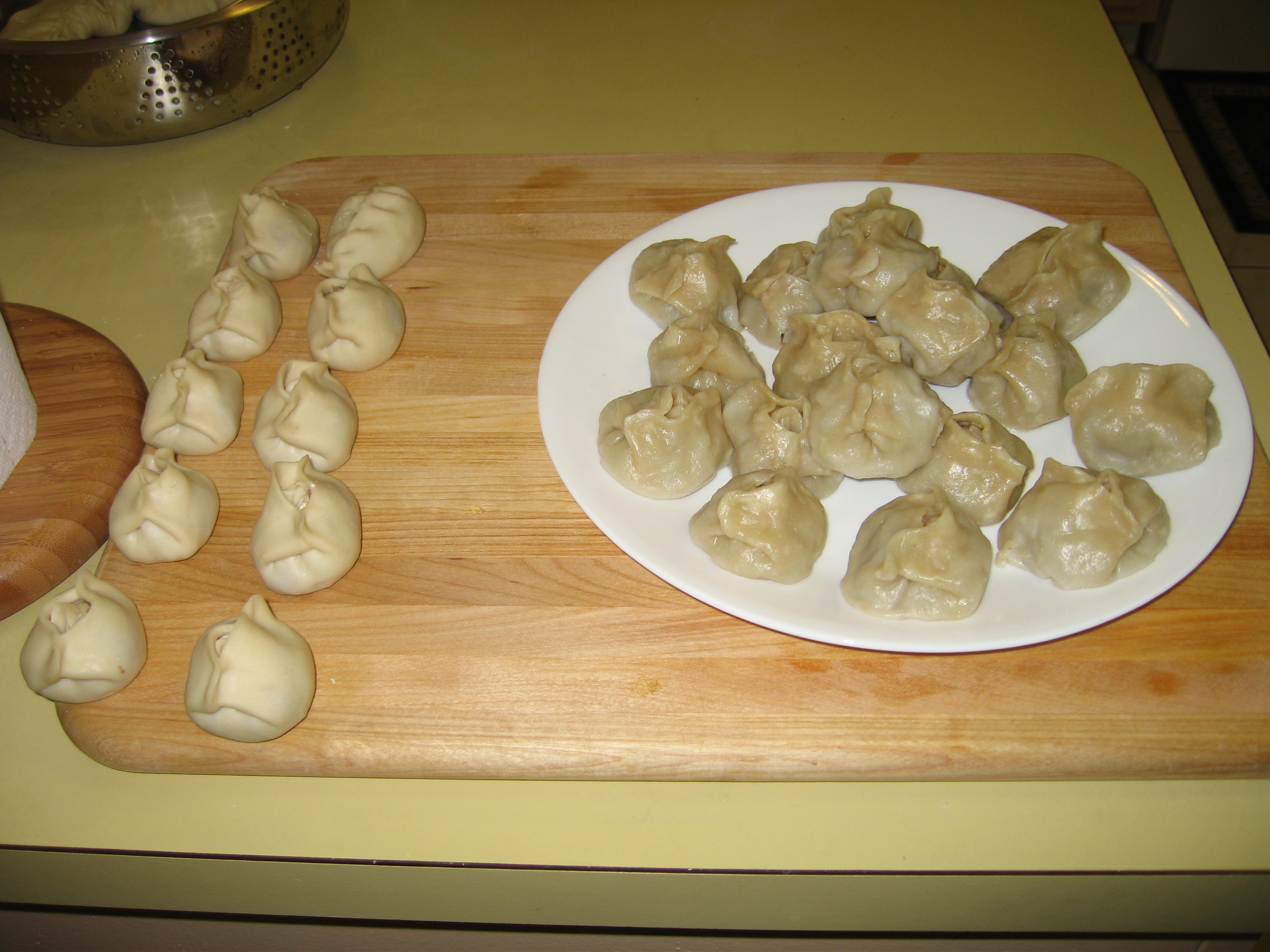
Bánh bao Mông Cổ trước và sau khi chế biến

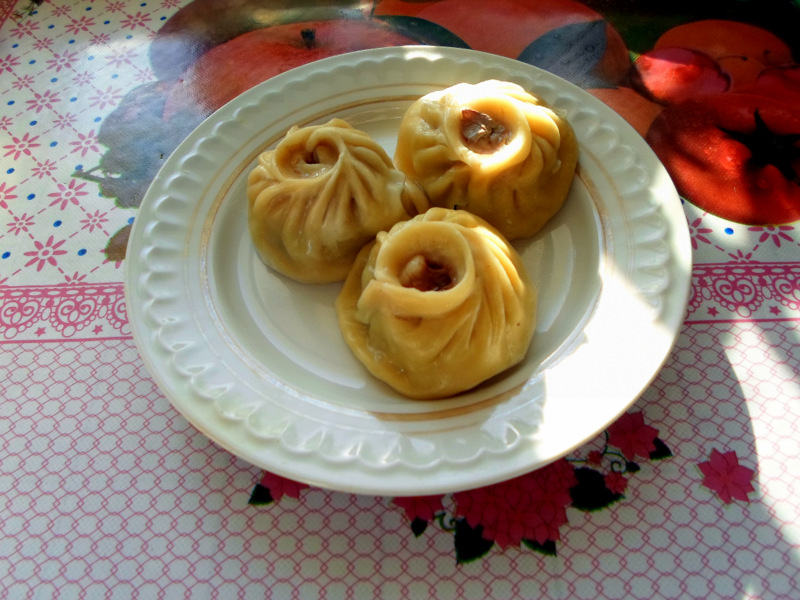
Bánh bao buzz được phục vụ ở Buryatia, Liên bang Nga

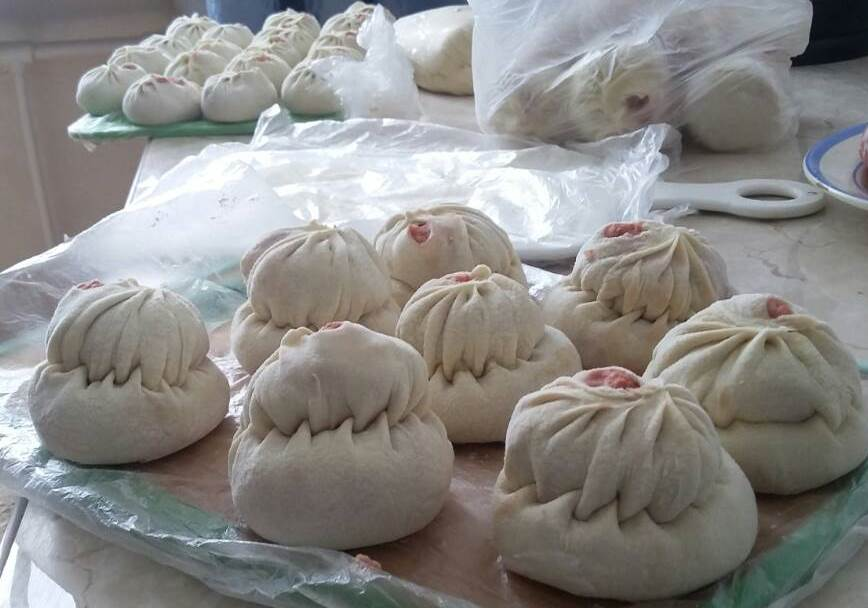
Bánh bao buzz 2 lớp

Được làm từ bột mì, nhào với nước ấm, muối và một ít lá thì là tạo nên lớp vỏ bánh dẻo nhưng không quá dai để bọc lấy nhân bên trong. Nhân bánh được làm từ thịt cừu băm nhuyễn hay thịt bò được trộn cùng gia vị như hành tây, tỏi cùng một số thảo mộc khác. Người ta sử dụng thịt cừu là nguyên liệu chính, thay vì thịt heo hay hải sản. Loại thịt cừu này được lựa chọn tươi ngon để lúc hấp bánh tỏa mùi thơm. Nhân được trộn đều với gia vị rồi nhào vào lớp vỏ nhỏ đã được cán mỏng, nhân bánh Buuz đầy được nhồi đầy vào vỏ sau khi hấp chín. Vỏ bánh được làm từ bột, nhào kỹ theo kỹ thuật Mông Cổ rồi cán dẹp thành từng phần nhỏ. Khi ăn bánh Buuz, nên ăn lúc còn nóng là ngon và thơm nhất. Bánh Buuz thường được ăn với nước sốt cà chua.